# Estrecho de De Long
El estrecho de De Long (del ruso: пролив Лонга ‘Proliv Longa’) es un estrecho marino del Ártico ruso, que separa la isla de Wrangel de la Siberia continental. Es muy amplio, siendo su ancho mínimo de 141 km, entre el cabo Blossom, en la punta suroeste de la isla de Wrangel, y el cabo Billings, cerca de Gytkhelen, Chukotka.
Técnicamente, más que un estrecho en el sentido propio del nombre, el estrecho de De Long es un accidente geográfico que separa el mar de Siberia Oriental del mar de Chukotka.